# Echinodorus amazonicus
Espèce
Echinodorus amazonicus ou Epée d'eau de l'Amazone est une plante aquatique tropicale de la famille des Alismataceae. Elle porte parfois le nom de Echinodorus brevipedicellatus.

## Origine
Cette espèce est présente au Brésil et notamment dans le Rio Jamari.

## Description
Ses feuilles peuvent atteindre 50 cm.

## Maintenance
Plante très courante dans les aquariums. Elle a tendance à s'étendre de manière anarchique. Aussi, l'aquariophile veillera à ne planter cette espèce qu'en solitaire. On veillera à lui donner un substrat riche. L'intensité de la lumière sera de moyenne à forte. La température ira de 22 à 26 °C.